# Rzeźba Winiarki na Wzgórzu Winnym w Zielonej Górze
Rzeźba "Winiarka" na Wzgórzu Winnym w Zielonej Górze – pomnik znajdujący się w Parku Winnym w Zielonej Górze, autorstwa zielonogórskiego artysty Leszka Krzyszowskiego, postawiona w 1965.

## Historia
Jest to pierwsza polska rzeźba plenerowa postawiona w Zielonej Górze i zarazem pierwsze polskie nawiązanie do tradycji winiarskiej. Jest jednocześnie drugim pomnikiem zielonogórskiej Winiarki. Pierwsza - znana jako winiarka Emma - stała przy obecnej Al. Niepodległości w latach 1937-1945.

## Opis
Rzeźba utrzymana jest w nowoczesnej, modernistycznej stylistyce. Postać kobiety pielęgnującej winorośle łączy w sobie nieortodoksyjny realizm i abstrakcję.